# Sumena
Sumena (en francès Sumène) és un municipi francès situat al departament del Gard i a la regió d'Occitània.